# 川村ゆい
川村 ゆい（かわむら ゆい、生年月日非公開 - ）は、日本のAV女優、女優。シエロ所属。

## 経歴
もともと地下アイドル活動をしていたが、新しい挑戦をしたいなと思いシエロに所属。さらば青春の光のコントが好きだったこと、また森田哲矢のアドリブ力が好きだったことで『さらば青春の光・森田哲矢のSODとエロビデオをつくろう』プロジェクトに参加。主演オーディションを勝ち抜き、AVデビュー。
オーディション模様はU-NEXTで配信されたほか、アダルト場面を除いた「劇場版」も製作、配信された。
芸名はさらば森田が考案し、「ゆいって名前に思い入れがあって、東京にきて1番最初にHさせてくれたのがゆいちゃんって娘だったんです」と森田は述べている。『FLASH』2021年9月21日号No.1617（光文社）において初の雑誌グラビアを担当。

## 人物
生年月日未公表ながら2021年9月時点で22歳。ヒロインに決まってから、勉強のために初めてAVを見た。
オーディションでは「通常演技パートのオーディションは1番下手やったんちゃうかな」と森田に批評されるほどだったが、濡れ場演技が評価され合格までたどり着いた。オーディション合格後に本番撮影に向けて演技レッスンを受けている。またオーディション番組内で蓮実クレアから騎乗位を習っている。
初体験は20歳。デビューまでの経験人数は4人。
好きな食べ物はいちご大福、あんこ。

## 作品

### アダルトビデオ
2021年
- さらば青春の光 森田哲矢 制作総指揮 ペンション殺人事件、2021年10月7日、SODクリエイト）
- アイドルだった彼女のH見たくないですか? 川村ゆい SODstar DEBUT（2021年11月11日、SODクリエイト）
- アイドルだった私の口マ〇コでイカセてあげる! 川村ゆい 心を込めておしゃぶり尽くし挿れ尽くし（12月9日、SODクリエイト）

2022年
- 人生初ナマ中出し「生のSEXがこんなに気持ち良かったなんて!」ホテルで朝日が昇ってもずっとマ〇コに精子入れっぱなし… 川村ゆい（1月13日、SODクリエイト）
- J●アイドルレイプ映像 監禁種付けキメセクで絶望絶頂 一人の女の子の未来が壊れていく狂愛物語 川村ゆい（2月10日、SODクリエイト）[6]

### 配信
- ユイ(21)（2022年2月22日、エモい女の子。）
- 【初撮り】【激カワJD】【パイパン美マン】まだまだ初心だけど、カラダは高感度スペックで感じまくりのカワイ子ちゃん登場。男優からの執拗なイタズラに、愛くるしい顔を赤面させながら徐々に甘い吐息を漏らして.. ネットでAV応募→AV体験撮影 1807（2022年4月17日、シロウトTV）-ゆい 20歳 大学生名義名義
- 【花盛りヤリ盛りの美少女JDがマンを濡らして登場！！】【即濡れパイパンの感度もMAXぴくぴく痙攣絶頂】【歓喜のラブちん生挿入で連続膣内搾精ハメ撮り！！】イチャラブ全開の花盛りやり盛り美少女JD！！即濡れ敏感体質のパイパンま○こ！！ガチうぶJDの愛がいっぱいマン汁だくだく生チンハメ撮り！！愛くるしさ爆発で膣内搾精も大増量！？彼チン大好きガチ美少女JDのラブ120%連続NN搾精！！！【ハメ撮りとれちゃいました：04】（2022年5月21日、プレステージプレミアム）-ゆい名義

## 出演

### ウェブテレビ
- さらば青春の光・森田哲矢のSODとエロビデオをつくろう（2021年、U-NEXT）全5回
- さらば青春の光 森田哲矢 制作総指揮『劇場版 ペンション殺人事件』（2021年10月7日、U-NEXT）ヒロイン・川村ゆい役

### ラジオ
- 紗倉まなとニューヨークのマジックミラーナイト（2021年9月18日、25日、文化放送）